# A szupercsapat epizódjainak listája
Ez a szócikk A szupercsapat című amerikai televíziós sorozat epizódjait listázza.

## Évados áttekintés
| Évad | Évad | Epizódok | Eredeti sugárzás     | Eredeti sugárzás | Eredeti adó | Magyar sugárzás      | Magyar sugárzás    | Magyar adó |
| Évad | Évad | Epizódok | Évadpremier          | Évadfinálé       | Eredeti adó | Évadpremier          | Évadfinálé         | Magyar adó |
| ---- | ---- | -------- | -------------------- | ---------------- | ----------- | -------------------- | ------------------ | ---------- |
|      | 1    | 14       | 1983. január 23.     | 1983. május 10.  | NBC         | 1997. október 11.    | 1997. december 21. | TV2        |
|      | 2    | 23       | 1983. szeptember 20. | 1984. május 15.  | NBC         | 1997. december 28.   | 1998. május 24.    | TV2        |
|      | 3    | 25       | 1984. szeptember 18. | 1985. május 14.  | NBC         | 1998. május 31.      | 1998. november 15. | TV2        |
|      | 4    | 23       | 1985. szeptember 24. | 1986. május 13.  | NBC         | 1998. november 22.   | 1999. május 16.    | TV2        |
|      | 5    | 13       | 1986. szeptember 26. | 1987. március 8. | NBC         | 1999. szeptember 16. | 1999. november 3.  | TV2        |

## 1. évad (1983)
| Sor. | Év. | Cím                                                             | Rendező              | Író                                                                        | Premier                              |
| ---- | --- | --------------------------------------------------------------- | -------------------- | -------------------------------------------------------------------------- | ------------------------------------ |
| 1.   | 1.  | Bevezető 1. rész (Mexican Slayride Part 1)                      | Rod Holcomb          | Frank Lupo & Stephen J. Cannell                                            | 1983. január 23. 1997. október 11.   |
| 2.   | 2.  | Bevezető 2. rész (Mexican Slayride Part 2)                      | Rod Holcomb          | Frank Lupo & Stephen J. Cannell                                            | 1983. január 23. 1997. október 12.   |
| 3.   | 3.  | Jamestown gyermekei (Children of Jamestown)                     | Christian I. Nyby II | Stephen J. Cannell                                                         | 1983. január 30. 1997. október 18.   |
| 4.   | 4.  | Pro és Kontra (Pros and Cons)                                   | Ron Satlof           | Stephen J. Cannell                                                         | 1983. február 8. 1997. október 19.   |
| 5.   | 5.  | Kicsi, de halálos háború (A Small and Deadly War)               | Ron Satlof           | Frank Lupo                                                                 | 1983. február 15. 1997. október 25.  |
| 6.   | 6.  | Bad Rock fekete napja (Black Day at Bad Rock)                   | Christian I. Nyby II | Patrick Hasburgh                                                           | 1983. február 22. 1997. október 26.  |
| 7.   | 7.  | A nyúl, aki felfalta Las Vegas-t (The Rabbit Who Ate Las Vegas) | Bruce Kessler        | Frank Lupo                                                                 | 1983. március 1. 1997. november 2.   |
| 8.   | 8.  | A pénz szaga (The Out-of-Towners)                               | Chuck Bowman         | Frank Lupo                                                                 | 1983. március 15. 1997. november 9.  |
| 9.   | 9.  | Vakáció a hegyekben (Holiday in the Hills)                      | Arnold Laven         | Babs Greyhosky                                                             | 1983. március 22. 1997. november 16. |
| 10.  | 10. | Nyugati-parti kiruccanás (West Coast Turnaround)                | Guy Magar            | Történet: Babs Greyhosky Tévéjáték: Stephen J. Cannell és Patrick Hasburgh | 1983. április 5. 1997. november 23.  |
| 11.  | 11. | Túszmentés (One More Time)                                      | Arnold Laven         | Történet: Babs Greyhosky Tévéjáték: Frank Lupo és Patrick Hasburgh         | 1983. április 12. 1997. november 30. |
| 12.  | 12. | Míg a halál el nem válik (Till Death Do Us Part)                | Guy Magar            | Babs Greyhosky                                                             | 1983. április 19. 1997. december 7.  |
| 13.  | 13. | Bumm, Bumm Boeing (The Beast from the Belly of a Boeing)        | Ron Satlof           | Patrick Hasburgh                                                           | 1983. május 3. 1997. december 14.    |
| 14.  | 14. | Kisvárosi affér (A Nice Place to Visit)                         | Bernard McEveety     | Frank Lupo                                                                 | 1983. május 10. 1997. december 21.   |

## 2. évad (1983-1984)
| Sor. | Év. | Cím                                                                           | Rendező              | Író                                                                | Premier                                 |
| ---- | --- | ----------------------------------------------------------------------------- | -------------------- | ------------------------------------------------------------------ | --------------------------------------- |
| 15.  | 1.  | Hamu és gyémánt (Diamonds 'n Dust)                                            | Ron Satlof           | Patrick Hasburgh                                                   | 1983. szeptember 20. 1997. december 28. |
| 16.  | 2.  | A konyhafőnök ajánlata (Recipe for Heavy Bread)                               | Bernard McEveety     | Stephen J. Cannell                                                 | 1983. szeptember 27. 1998. január 4.    |
| 17.  | 3.  | Árvaházi fogság (The Only Church in Town)                                     | Christian I. Nyby II | Babs Greyhosky                                                     | 1983. október 11. 1998. január 11.      |
| 18.  | 4.  | Határeset (Bad Time on the Border)                                            | Bruce Kessler        | Richard Christian Matheson & Thomas Szollosi                       | 1983. október 18. 1998. január 18.      |
| 19.  | 5.  | A maszkos lovas visszatér 1. rész (When You Comin' Back, Range Rider? Part 1) | Christian I. Nyby II | Frank Lupo                                                         | 1983. október 25. 1998. január 24.      |
| 20.  | 6.  | A maszkos lovas visszatér 2. rész (When You Comin' Back, Range Rider? Part 2) | Christian I. Nyby II | Frank Lupo                                                         | 1983. október 25. 1998. január 25.      |
| 21.  | 7.  | Taxis háború (The Taxicab Wars)                                               | Gilbert M. Shilton   | Stephen J. Cannell                                                 | 1983. november 1. 1998. február 1.      |
| 22.  | 8.  | Rabszolgasors (Labor Pains)                                                   | Arnold Laven         | Richard Christian Matheson & Thomas Szollosi                       | 1983. november 8. 1998. február 8.      |
| 23.  | 9.  | Egy jó fogás (There's Always a Catch)                                         | Ron Satlof           | Richard Christian Matheson & Thomas Szollosi                       | 1983. november 15. 1998. február 15.    |
| 24.  | 10. | Vízharc (Water, Water Everywhere)                                             | Sidney Hayers        | Történet: Sidney Ellis Tévéjáték: Jo Swerling, Jr. és Sidney Ellis | 1983. november 22. 1998. február 22.    |
| 25.  | 11. | Betonsír (Steel)                                                              | Gilbert M. Shilton   | Frank Lupo                                                         | 1983. november 29. 1998. március 1.     |
| 26.  | 12. | Fekete, fehér, igen, nem (The White Ballot)                                   | Dennis Donnelly      | Jeff Ray                                                           | 1983. december 6. 1998. március 8.      |
| 27.  | 13. | A máltai tehén (The Maltese Cow)                                              | Dennis Donnelly      | Richard Christian Matheson & Thomas Szollosi                       | 1983. december 13. 1998. március 15.    |
| 28.  | 14. | Titkos rakomány (In Plane Sight)                                              | Tony Mordente        | Babs Greyhosky                                                     | 1984. január 3. 1998. március 22.       |
| 29.  | 15. | Légi csata (The Battle of Bel Air)                                            | Gilbert M. Shilton   | Frank Lupo                                                         | 1984. január 10. 1998. március 29.      |
| 30.  | 16. | Ha közölnivalód van, lőj! (Say It With Bullets)                               | Dennis Donnelly      | Richard Christian Matheson & Thomas Szollosi                       | 1984. január 17. 1998. április 5.       |
| 31.  | 17. | Patkányméreg (Pure-Dee Poison)                                                | Dennis Donnelly      | Allan Cole & Chris Bunch                                           | 1984. január 31. 1998. április 12.      |
| 32.  | 18. | Skorpiók tánca (It's a Desert Out There)                                      | Arnold Laven         | Bruce Cervi                                                        | 1984. február 7. 1998. április 19.      |
| 33.  | 19. | Az autóbontó (Chopping Spree)                                                 | Michael O'Herlihy    | Stephen Katz                                                       | 1984. február 14. 1998. április 26.     |
| 34.  | 20. | Rázós üdülés (Harder Than It Looks)                                           | Ivan Dixon           | Babs Greyhosky                                                     | 1984. február 21. 1998. május 3.        |
| 35.  | 21. | Két mérföld oda, kettő vissza (Deadly Maneuvers)                              | Mike Vejar           | Richard Christian Matheson & Thomas Szollosi                       | 1984. február 28. 1998. május 10.       |
| 36.  | 22. | Gyöngéd erőszak (Semi-Friendly Persuasion)                                    | Craig R. Baxley      | Danny Lee Cole                                                     | 1984. május 8. 1998. május 17.          |
| 37.  | 23. | Sakk-matt (Curtain Call)                                                      | Dennis Donnelly      | Stephen Katz                                                       | 1984. május 15. 1998. május 24.         |

## 3. évad (1984-1985)
| Sor. | Év. | Cím                                                             | Rendező           | Író                             | Premier                                |
| ---- | --- | --------------------------------------------------------------- | ----------------- | ------------------------------- | -------------------------------------- |
| 38.  | 1.  | Golyók és bikinik (Bullets and Bikinis)                         | Dennis Donnelly   | Mark Jones                      | 1984. szeptember 18. 1998. május 31.   |
| 39.  | 2.  | A folyó kanyarulatán túl 1. rész (The Bend in the River Part 1) | Michael O'Herlihy | Stephen J. Cannell & Frank Lupo | 1984. szeptember 25. 1998. június 7.   |
| 40.  | 3.  | A folyó kanyarulatán túl 2. rész (The Bend in the River Part 2) | Michael O'Herlihy | Stephen J. Cannell & Frank Lupo | 1984. szeptember 25. 1998. június 14.  |
| 41.  | 4.  | Tűz van (Fire)                                                  | Tony Mordente     | Stephen Katz                    | 1984. október 2. 1998. június 21.      |
| 42.  | 5.  | Dől a fa (Timber!)                                              | David Hemmings    | Jeff Ray                        | 1984. október 16. 1998. június 28.     |
| 43.  | 6.  | Két legyet egy csapásra! (Double Heat)                          | Craig R. Baxley   | Stephen Katz                    | 1984. október 23. 1998. július 5.      |
| 44.  | 7.  | A baj négy keréken érkezik (Trouble on Wheels)                  | Michael O'Herlihy | Mark Jones                      | 1984. október 30. 1998. július 12.     |
| 45.  | 8.  | A sziget (The Island)                                           | Michael O'Herlihy | Mark Jones                      | 1984. november 13. 1998. július 19.    |
| 46.  | 9.  | Ez kész cirkusz! (Showdown!)                                    | James Fargo       | Milt Rosen                      | 1984. november 20. 1998. július 26.    |
| 47.  | 10. | Rivertown-i seriffek (Sheriffs of Rivertown)                    | Dennis Donnelly   | Mark Jones                      | 1984. november 27. 1998. augusztus 2.  |
| 48.  | 11. | A harangok éneke (The Bells of St. Mary's)                      | Dennis Donnelly   | Stephen J. Cannell              | 1984. december 4. 1998. augusztus 9.   |
| 49.  | 12. | A kollekció (Hot Styles)                                        | Tony Mordente     | Stephen Katz                    | 1984. december 11. 1998. augusztus 16. |
| 50.  | 13. | Kitörés (Breakout!)                                             | Dennis Donnelly   | Stephen Katz & Mark Jones       | 1984. december 18. 1998. augusztus 23. |
| 51.  | 14. | Joe bácsi büféje (Cup A' Joe)                                   | Craig R. Baxley   | Dennis O'Keefe III              | 1985. január 8. 1998. augusztus 30.    |
| 52.  | 15. | Az uzsorások (The Big Squeeze)                                  | Arnold Laven      | Stephen J. Cannell              | 1985. január 15. 1998. szeptember 6.   |
| 53.  | 16. | A bajnok (Champ!)                                               | Michael O'Herlihy | Stephen Katz                    | 1985. január 22. 1998. szeptember 13.  |
| 54.  | 17. | Védtelenek (Skins)                                              | Dennis Donnelly   | Mark Jones                      | 1985. január 29. 1998. szeptember 20.  |
| 55.  | 18. | Országúti játékok (Road Games)                                  | Dennis Donnelly   | Mark Jones                      | 1985. február 5. 1998. szeptember 27.  |
| 56.  | 19. | Mozgó célpont (Moving Targets)                                  | Dennis Donnelly   | Mark Jones                      | 1985. február 12. 1998. október 4.     |
| 57.  | 20. | Az utak lovagjai (Knights of the Road)                          | Michael O'Herlihy | Burt Pearl & Steven L. Sears    | 1985. február 26. 1998. október 11.    |
| 58.  | 21. | Szemétre velük! (Waste 'Em!)                                    | Sidney Hayers     | Stephen Katz & Mark Jones       | 1985. március 5. 1998. október 18.     |
| 59.  | 22. | Vérdíj (Bounty)                                                 | Michael O'Herlihy | Mark Jones & Stephen Katz       | 1985. április 2. 1998. október 25.     |
| 60.  | 23. | Eredeti másolat (Beverly Hills Assault)                         | Craig R. Baxley   | Paul Birnbaum                   | 1985. április 9. 1998. november 1.     |
| 61.  | 24. | Bajkeresők (Trouble Brewing)                                    | Michael O'Herlihy | Burt Pearl & Steven L. Sears    | 1985. május 7. 1998. november 8.       |
| 62.  | 25. | Incidens a Kristály-tónál (Incident at Crystal Lake)            | Tony Mordente     | Stephen J. Cannell & Frank Lupo | 1985. május 14. 1998. november 15.     |

## 4. évad (1985-1986)
| Sor. | Év. | Cím                                                                            | Rendező           | Író                                                   | Premier                                 |
| ---- | --- | ------------------------------------------------------------------------------ | ----------------- | ----------------------------------------------------- | --------------------------------------- |
| 63.  | 1.  | Ítélet nap 1. rész (Judgment Day Part 1)                                       | David Hemmings    | Frank Lupo                                            | 1985. szeptember 24. 1998. november 22. |
| 64.  | 2.  | Ítélet nap 2. rész (Judgment Day Part 2)                                       | David Hemmings    | Frank Lupo                                            | 1985. szeptember 24. 1998. november 29. |
| 65.  | 3.  | Hol a szörny, amikor szükség van rá? (Where Is the Monster When You Need Him?) | Michael O'Herlihy | Stephen J. Cannell                                    | 1985. október 1. 1998. december 6.      |
| 66.  | 4.  | Vedd ki és meghalsz! (Lease with an Option to Die)                             | David Hemmings    | Bill Nuss                                             | 1985. október 22. 1998. december 13.    |
| 67.  | 5.  | A remény útja (The Road to Hope)                                               | David Hemmings    | Stephen J. Cannell                                    | 1985. október 29. 1998. december 20.    |
| 68.  | 6.  | A Rock N' Roll lelke (The Heart of Rock N' Roll)                               | Tony Mordente     | Frank Lupo                                            | 1985. november 5. 1999. január 3.       |
| 69.  | 7.  | Test csel (Body Slam)                                                          | Craig R. Baxley   | Bill Nuss                                             | 1985. november 12. 1999. január 10.     |
| 70.  | 8.  | Vér, veríték és győzelem (Blood, Sweat, and Cheers)                            | Sidney Hayers     | Tom Blomquist                                         | 1985. november 19. 1999. január 17.     |
| 71.  | 9.  | Veszélyes játékok (Mind Games)                                                 | Michael O'Herlihy | Stephen J. Cannell                                    | 1985. november 26. 1999. január 24.     |
| 72.  | 10. | Fő a jó szomszédság (There Goes the Neighborhood)                              | Dennis Donnelly   | Bill Nuss                                             | 1985. december 3. 1999. január 31.      |
| 73.  | 11. | A doki eltűnt (The Doctor Is Out)                                              | David Hemmings    | Richard Christian Matheson & Thomas Szollosi          | 1985. december 10. 1999. február 7.     |
| 74.  | 12. | Rókus Mókus (Uncle Buckle-Up)                                                  | Michael O'Herlihy | Danny Lee Cole                                        | 1985. december 17. 1999. február 14.    |
| 75.  | 13. | Szerencsekerék (Wheel of Fortune)                                              | David Hemmings    | Bill Nuss                                             | 1986. január 14. 1999. február 21.      |
| 76.  | 14. | A nemzetközi Csapat (The A-Team Is Coming, the A-Team Is Coming)               | David Hemmings    | Steve Beers                                           | 1986. január 21. 1999. február 28.      |
| 77.  | 15. | Belépés csak klubtagoknak (Members Only)                                       | Tony Mordente     | Bill Nuss                                             | 1986. január 28. 1999. március 7.       |
| 78.  | 16. | Cowboy George (Cowboy George)                                                  | Tony Mordente     | Stephen J. Cannell                                    | 1986. február 11. 1999. március 14.     |
| 79.  | 17. | Bolond Waynere várva (Waiting for Insane Wayne)                                | Craig R. Baxley   | Stephen J. Cannell & Frank Lupo                       | 1986. február 18. 1999. március 21.     |
| 80.  | 18. | A suttogó fenyvesek grófja (The Duke of Whispering Pines)                      | Sidney Hayers     | Jayne C. Ehrlich                                      | 1986. február 25. 1999. március 28.     |
| 81.  | 19. | A felszín alatt (Beneath the Surface)                                          | Michael O'Herlihy | Történet: Lloyd J. Schwartz Tévéjáték: Danny Lee Cole | 1986. március 4. 1999. április 11.      |
| 82.  | 20. | A békemisszió (Mission of Peace)                                               | Craig R. Baxley   | Steven L. Sears & Burt Pearl                          | 1986. március 11. 1999. április 18.     |
| 83.  | 21. | K.O (The Trouble with Harry)                                                   | David Hemmings    | Bull Nuss                                             | 1986. március 25. 1999. április 25.     |
| 84.  | 22. | Nagy csata egy kis városban (A Little Town With an Accent)                     | Michael O'Herlihy | Richard Christian Matheson & Thomas Szollosi          | 1986. május 6. 1999. május 9.           |
| 85.  | 23. | A mennydörgés hangja (The Sound of Thunder)                                    | Michael O'Herlihy | Frank Lupo                                            | 1986. május 13. 1999. május 16.         |

## 5. évad (1986-1987)
| Sor. | Év. | Cím                                           | Rendező             | Író                          | Premier                                   |
| ---- | --- | --------------------------------------------- | ------------------- | ---------------------------- | ----------------------------------------- |
| 86.  | 1.  | Trükkös-bevetés (Dishpan Man)                 | Tony Mordente       | Stephen J. Cannell           | 1986. szeptember 26. 1999. szeptember 16. |
| 87.  | 2.  | A tárgyalás (Trial by Fire)                   | Les Sheldon         | Tom Blomquist                | 1986. október 3. 1999. szeptember 17.     |
| 88.  | 3.  | Tűzvonalban (Firing Line)                     | Michael O'Herlihy   | Frank Lupo                   | 1986. október 10. 1999. szeptember 22.    |
| 89.  | 4.  | Hátvédcsel (Quarterback Sneak)                | Craig R. Baxley     | Paul Birnbaum                | 1986. október 17. 1999. szeptember 23.    |
| 90.  | 5.  | Forradalom elmélet (The Theory of Revolution) | Sidney Hayers       | Burt Pearl & Steven L. Sears | 1986. október 24. 1999. szeptember 29.    |
| 91.  | 6.  | A géprablás (The Say UNCLE Affair)            | Michael O'Herlihy   | Terry D. Nelson              | 1986. október 31. 1999. szeptember 30.    |
| 92.  | 7.  | A mentőakció (Alive at Five)                  | Craig R. Baxley     | Bill Nuss                    | 1986. november 7. 1999. október 6.        |
| 93.  | 8.  | Családi ünnep (Family Reunion)                | James Darren        | Steven L. Sears              | 1986. november 14. 1999. október 7.       |
| 94.  | 9.  | Hongkongi kalandok (Point of No Return)       | Bob Bralver         | Burt Pearl                   | 1986. november 18. 1999. október 13.      |
| 95.  | 10. | A kristálykoponya (The Crystal Skull)         | Michael O'Herlihy   | Bill Nuss                    | 1986. november 28. 1999. október 14.      |
| 96.  | 11. | A kém, aki szeretett (The Spy Who Mugged Me)  | Michael O'Herlihy   | Paul Bernbaum                | 1986. december 2. 1999. október 20.       |
| 97.  | 12. | Öregfiú-kommandó (The Grey Team)              | Michael O'Herlihy   | Tom Blomquist                | 1986. december 30. 1999. október 27.      |
| 98.  | 13. | Bejelentkezés nélkül (Without Reservations)   | John Peter Kousakis | Bill Nuss                    | 1987. március 8. 1999. november 3.        |

## Külső hivatkozások
- The A-Team az Internet Movie Database oldalon (angolul)